# Gasthaus Ochsen (Gossau SG)

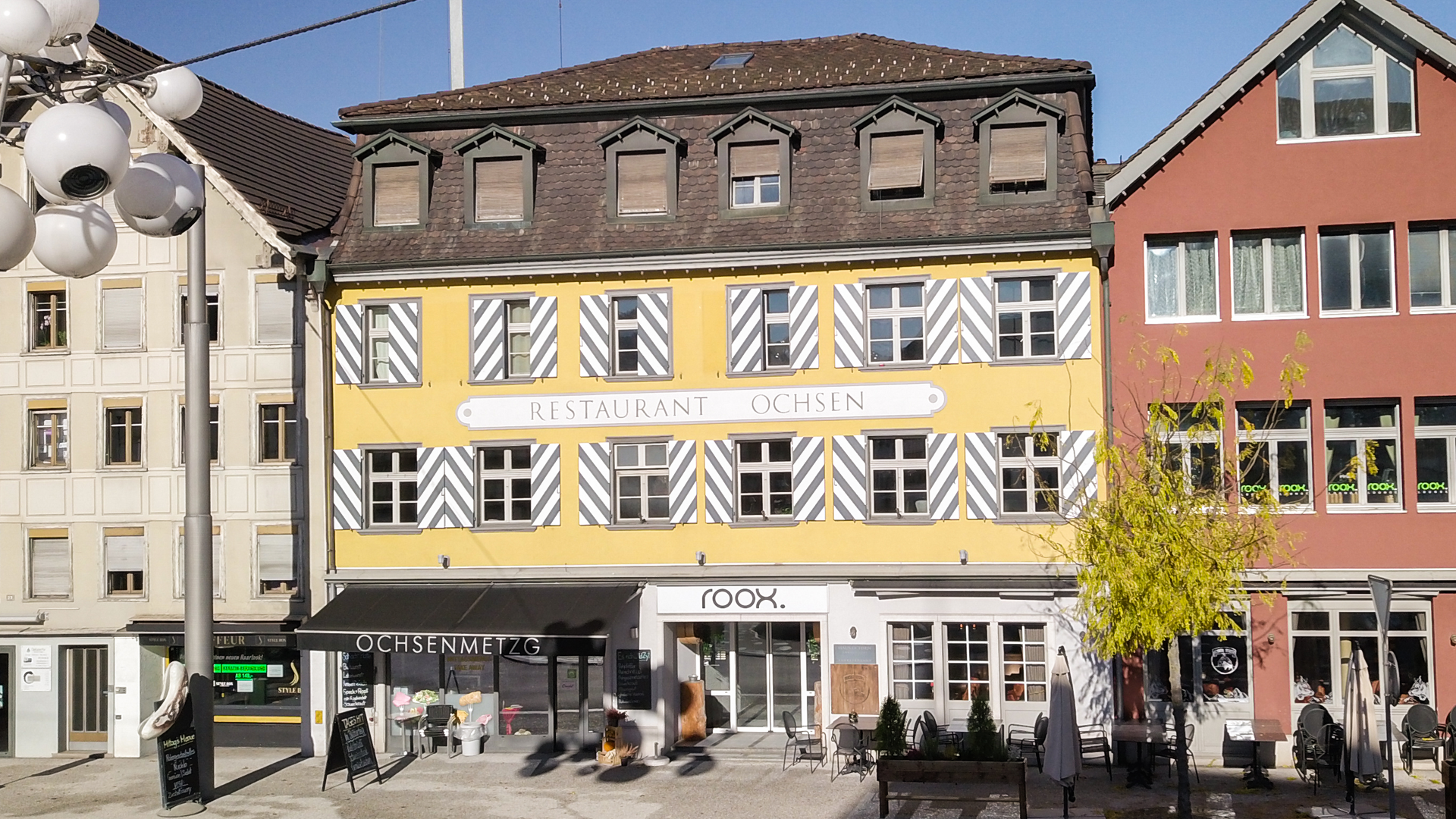
Das Gasthaus Ochsen in Gossau SG. Aufnahme aus dem Jahr 2023.

Der Ochsen an der St. Gallerstrasse 31 in Gossau SG wurde 1707 als Wohn- und Geschäftshaus für den aus Savoyen stammenden Tuchhändler Sebastian Contamin erbaut. Contamin (auch Condamin geschrieben) hat in Gossau weitere noch heute sichtbare Spuren hinterlassen. So wurde etwa in seinem Auftrag um 1750 auch der «Schwarze Adler» erbaut. Überdies wird er beim «Erkerhaus» als erster Besitzer erwähnt.

## Architektonische Merkmale
1789 erfolgte ein Umbau durch Fürstabt Beda Angehrn und 1790 konnte das Gebäude wieder bezogen werden. Der sechsachsige Barockbau über langrechteckigem Grundriss unterscheidet sich besonders durch sein charakteristisches Mansarddach von der übrigen giebelständigen Häuserzeile der St.Gallerstrasse. Das Gasthaus Ochsen bildet den nördlichen Abschluss des einstigen, heute so nicht mehr erkennbaren, Dorfplatzes und gab dem Verkehrskreisel seinen Namen. 1966/67 wurden die Metzgerei, die Gaststätte und das Hotel vom Gossauer Architekten Josef Paul Scherrer umgebaut. Dabei ist dem Gebäude einiges von seiner historischen Bausubstanz abhandengekommen. Heute erinnert nur noch das französische Mansarddach an die traditionsreiche Vergangenheit des Hauses. Das Gasthaus «Ochsen» ist zusammen mit dem «Alten Zollhaus» das einzige historische Gossauer Gebäude mit dieser Dachform. 